# Curtiss SB2C Helldiver

Curtiss SB2C Helldiver

De Curtiss SB2C Helldiver was een Amerikaanse duikbommenwerper opererend vanaf vliegdekschepen tijdens de Tweede Wereldoorlog. Het was de vervanger van de Douglas SBD Dauntless bij de Amerikaanse Marine. Het vliegtuig was een ontwerp van de Amerikaanse vliegtuigfabrikant Curtiss-Wright.
Ondanks zijn grootte, was het toestel veel sneller dan zijn voorganger. Het prototype vloog voor het eerst in oktober 1940, maar door vertragingen tijdens de productie werd het toestel pas operationeel in 1942. De vertragingen en teleurstellende prestaties waren mede voorwerp van onderzoek door de commissie-Trumann van de Amerikaanse Senaat in 1943.
Het vliegtuig was in productie tot 1945. In totaal werden 7140 toestellen afgeleverd.

## Landen in dienst
- Australië
- Frankrijk
- Griekenland
- Italië

- Portugal
- Thailand
- Verenigd Koninkrijk
- Verenigde Staten